# Pinnow (Hohen Neuendorf)
Pinnow an der Havel ist ein Wohnplatz des Hohen Neuendorfer Stadtteils Borgsdorf im Landkreis Oberhavel, Brandenburg.

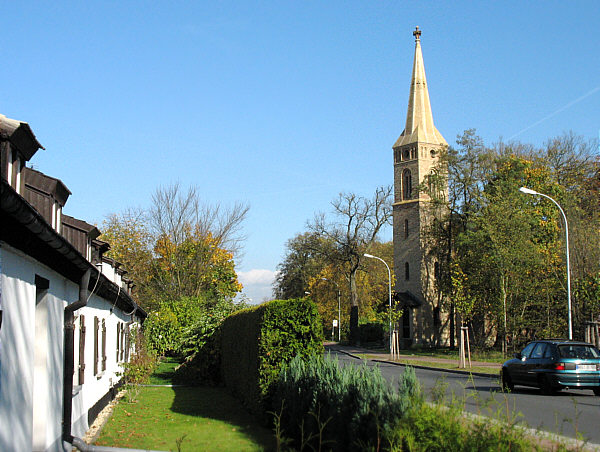
Ehemaliges Gesindehaus, Dorfstraße und Dorfkirche Pinnow

## Geografie
Pinnow liegt auf einer Sandschelle am rechten (westlichen) Ufer der Havel. Auf der anderen Seite des Flusses befindet sich Alt-Borgsdorf. Pinnow befindet sich am Ostrand der sich nord-süd erstreckenden Muhreniederung, zwischen trockenen Kiefernwäldern und feuchten Wiesen. Nördlich des Dorfes befindet sich das „Naturschutzgebiet Pinnower See“.

## Name
Der zwischen Elbe und Oder sehr häufige Name Pinnow lässt sich nur unsicher deuten. Er stammt aus dem Elbslawischen, einer ausgestorbenen Sprache, die auch viele deutsche und dänische Lehnwörter aufgenommen hatte. Höchstwahrscheinlich baut der Name auf dem slawischen Wort für „Baumstamm“ auf (im Tschechischen peň). In Pinnow wäre demzufolge die Holzverarbeitung der vorherrschende Erwerbszweig gewesen.

## Geschichte
Erstmals wird 1350 die Bezeichnung „Pinnoweswinkel“ überliefert. Das einst slawische Dorf war möglicherweise damals bereits wüst oder noch unter slawischer Eigenverwaltung. Auch im Landbuch Kaiser Karls V. von 1375 findet Pinnow keine Erwähnung. Als „Pynnow“ wird es 1429 genannt. Zu dieser Zeit war das Dorf vermutlich immer noch wüst. Einwohner aus Bötzow, Berlin und Stolpe besaßen und nutzten die Wiesen um Pinnow.
Die Bedeutung des Dorfes bestand im hier günstigen Übergang über die Havel. Alternative Havelübergänge befanden sich erst wieder weit südlich in Hennigsdorf und nördlich in Oranienburg. 

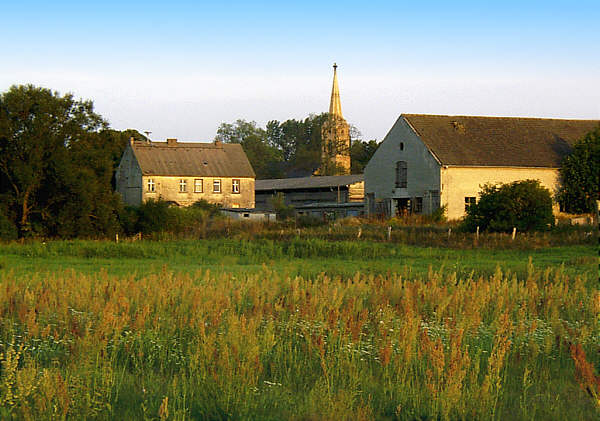
Gut Pinnow, Zustand heute

Seit spätestens 1588 bestand in Pinnow ein Rittersitz des Caspars von Klitzing zu Pinnow und Neuendorf. Dessen beiden Söhne blieben im Krieg, sodass das Dorf nach 1620 wieder an die Landesobrigkeit fiel. Bis Mitte des 17. Jahrhunderts hatte ein Cuno Christoph von Götzen das Dorf zu Lehen.
1665 wurde das noch immer fast menschenleere Dorf ein Vorwerk des neugegründeten Amtes Oranienburg. Um die Ackerflächen zu bestellen, wurden Birkenwerder Kossäten verpflichtet, jährlich 117 Tage auf dem Pinnower Gut Frondienste zu entrichten. 
1701 gab es im Dorf eine Schneidemühle, eine Glashütte und eine Meierei. Nach Ende des Glashüttenbetriebes ging die Bedeutung des Ortes wieder zurück. Sei etwa 1720 hatte Amtmann Hüncke das Dorf in Erbpacht. Unter seiner Leitung entstanden Gartenbau und Fischerei als zusätzliche Wirtschaftszweige. Mitte des 18. Jahrhunderts wird erstmals die Havelbrücke zwischen Pinnow und Borgsdorf erwähnt, die aber höchstwahrscheinlich schon wesentlich früher bestanden hat. Um 1800 hatte Pinnow neun Feuerstellen, einen Krug und eine Unterförsterei, die das Oranienburger Revier verwaltete. 
Mit der Neuordnung der Kreisgliederung in Preußen nach dem Wiener Kongress gehörte Pinnow seit 1818 zum Landkreis Osthavelland. Davor hatte es zum Glien-Löwenbergischen Kreis gehört und wurde von Velten verwaltet.
Seit 1837 mündet unmittelbar am Dorf der Oranienburger Kanal. Typisch bis heute sind die (mehrfach erneuerten) zwei Brücken weniger Meter nördlich des Zusammenflusses.
1864 begann der Bau der noch heute bestehenden Kirche an der Stelle der baufälligen Fachwerkkirche. 
Seitdem ab 1877 wenige Kilometer östlich von Pinnow die Berliner Nordbahn entlangführte, entstand ein neues Borgsdorfer Zentrum in deren Nähe, und Alt-Borgsdorf sowie Pinnow stagnierten in ihrer Entwicklung.
Am 22. April 1945 überquerten Truppenteile der Roten Armee die unzerstörten Brücken auf ihrem Weg zur Umklammerung Berlins. Einige Szenen für den DEFA-Spielfilm „Ich war neunzehn“ wurden hier an Originalschauplätzen gedreht.
Im Zuge großen Kreisreform 1952 wurde Pinnow ein Ortsteil von Borgsdorf und so Teil des neuen Kreises Oranienburg. Damit hatte die Havel ihre Funktion als Grenze zwischen verschiedenen Landkreisen verloren. 
Seit Anfang der 1970er Jahre führt wenige hundert Meter südlich des Dorfes die Autobahn Berliner Ring (heute A10) vorbei. Im Zusammenhang mit dem Bau entstand westlich von Pinnow durch Sandabbau der Bernsteinsee. Er gehört heute zu Velten und ist ein bekanntes Ausflugsziel geworden. Im Zuge des aktuellen Ausbaus der Autobahn wird hier wieder Sand abgebaut und so langfristig ein weiterer See geschaffen.
Mit der Fusion Borgsdorfs mit Hohen Neuendorf ging Pinnow als Wohnplatz 1993 in die neue Gemeinde Hohen Neuendorf ein.

## Die Pinnower Glashütte
Der vormalige Kristallglasmeister der Drewitzer Glashütte bei Potsdam, Johann Lauer, ließ 1687 in Pinnow eine Glashütte errichten. Durch die entstandenen Arbeitsplätze vervielfachte sich die Einwohnerzahl in wenigen Jahren. Da für die Spiegelglasproduktion Fachleute gebraucht wurden, wurden sogar französische Arbeiter angeworben. Da die Pinnower Glashütte der Konkurrenz in Neustadt (Dosse) aber nicht gewachsen war, wurde 1690 die Produktion auf Hohlglas umgestellt. Lauer ging etwa 1695 nach Zerpenschleuse und Pinnow wurde eine Filiale der Berliner Glashütte. Deren Besitzer, Giovanni Pallada, erwies sich als Betrüger, und seine Flucht 1698 brachte auch die Pinnower Glashütte an den Rand des Konkurses. Zur selben Zeit waren auch die Wälder der Umgebung abgeholzt, wodurch kein Heizmaterial zum Schmelzen des Glases mehr zur Verfügung stand. Um 1700 stellte die Glashütte ihren Betrieb ein. Einige Glasmacher gründeten Familien und blieben im Dorf wohnen.

## Verkehrsanbindung

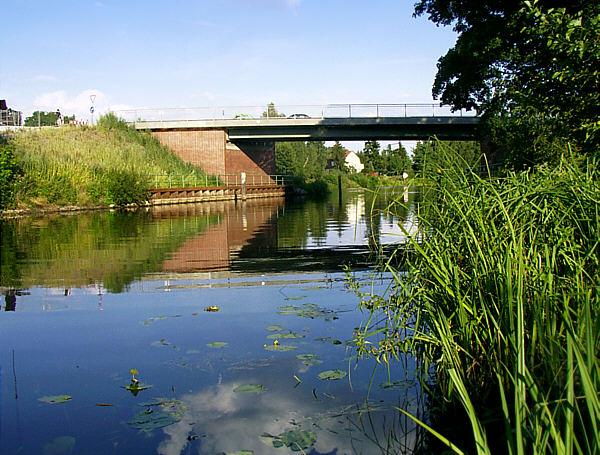
Neue Brücke der L 20 über den Oranienburger Kanal, 2003

Mit der Buslinie 816 der Oberhavel Verkehrsgesellschaft gibt es eine Anbindung an den Bahnhof Borgsdorf der Berliner S-Bahn (Linie S1) und eine Verbindung nach Velten.
Pinnow befindet sich an der Landesstraße 20. Die nächste Autobahnanschlussstelle ist Birkenwerder an der  BAB 10. Dort verläuft auch die B 96.
Der Radweg Berlin–Kopenhagen nähert sich dem Ort bis auf knapp 2 Kilometer Entfernung in nordöstlicher Richtung.
Etwa einen Kilometer nördlich des Dorfes befindet sich am Oranienburger Kanal die Schleuse Pinnow. Die Berufsschifffahrt hat für den Ort allerdings keine Bedeutung mehr.

## Sehenswürdigkeiten
Die 1862 nach Entwurf von Friedrich August Stüler erbaute Kirche aus gelbem Birkenwerder Backstein im neuromanischen Stil ist als „Radfahrerkirche“ besonders an Sommerwochenenden geöffnet.